# Charleston (Newfoundland en Labrador)
Charleston is een plaats in de Canadese provincie Newfoundland en Labrador. De plaats ligt op het eiland Newfoundland en maakt deel uit van het local service district Lethbridge and Area.

## Geschiedenis
De inwoners van de gemeentevrije plaats kregen in 2010 voor het eerst een beperkte vorm van lokaal bestuur door de oprichting van het LSD Lethbridge and Area.

## Geografie
Charleston bevindt zich aan de oostkust van Newfoundland, meer bepaald op het westelijke gedeelte van het grote schiereiland Bonavista. De plaats ligt aan het uiteinde van de Southern Bay, een ruim 15 km lange zijarm van de Bonavista Bay.
Het is grotendeels een lintdorp langs Branch Road, de verbindingsweg die naar Sweet Bay leidt en die de noordoever van de zeearm volgt. Ook belangrijk is provinciale route 230, waar Branch Road in het zuiden van Charleston op aansluit. Ter hoogte van de samenkomst van beide banen mondt de Southern Bay River uit in de gelijknamige baai.
De dichtstbij gelegen andere plaatsen zijn het aan de overkant van de baai gelegen Southern Bay en het noordelijker gelegen Sweet Bay. Lethbridge, de hoofdplaats van het LSD, ligt in vogevlucht zo'n 15 km verder westwaarts.

## Demografie
Demografisch gezien kent Charleston, net zoals de meeste afgelegen dorpen op Newfoundland, een dalende langetermijntrend. In 1991 telde de plaats nog 220 inwoners. Het inwoneraantal daalde naar 188 in 1996 en verder naar slechts 81 personen in 2011. In 2021 telde de plaats 91 inwoners.

## Galerij

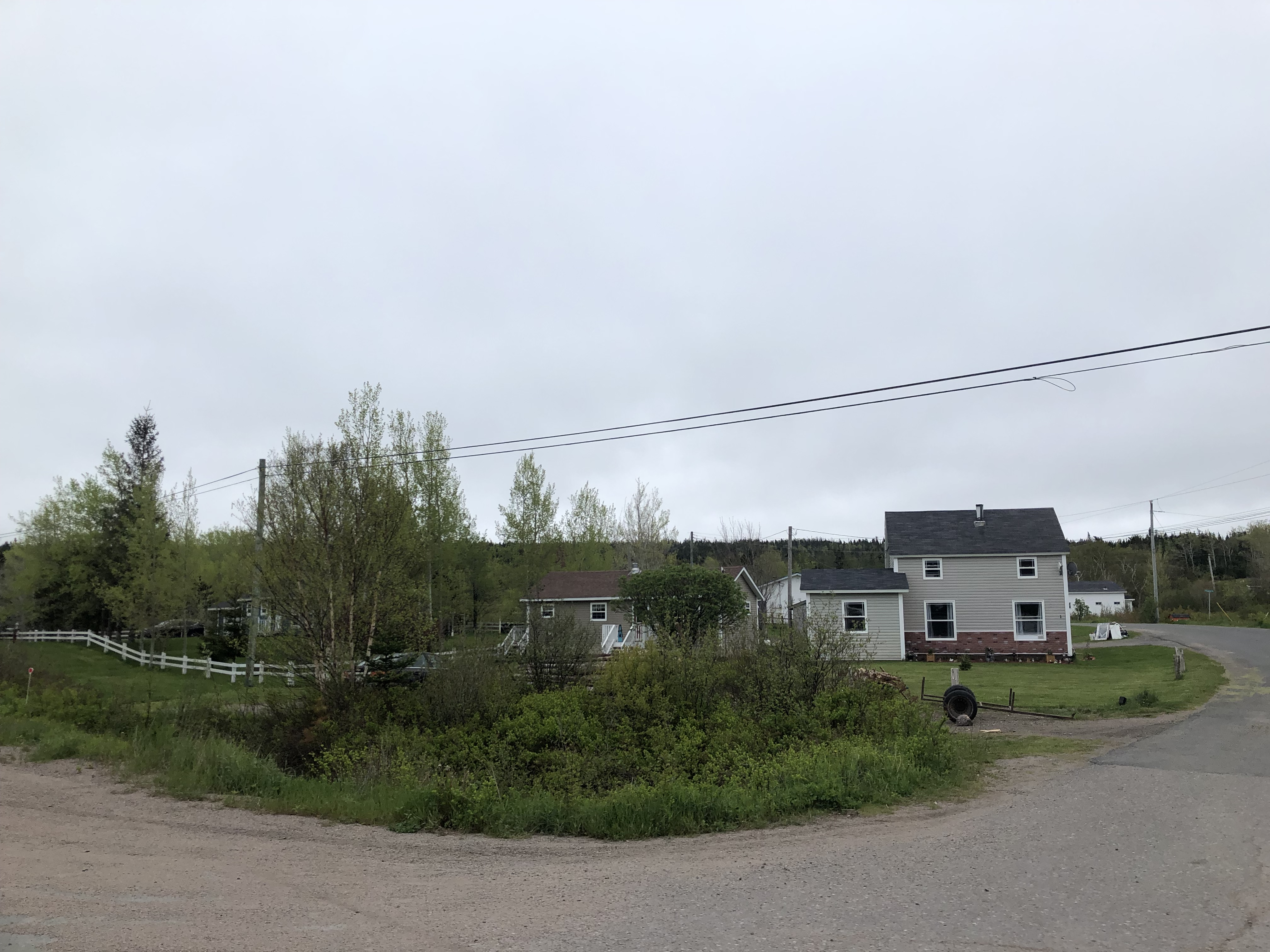
Enkele gebouwen in het dorp
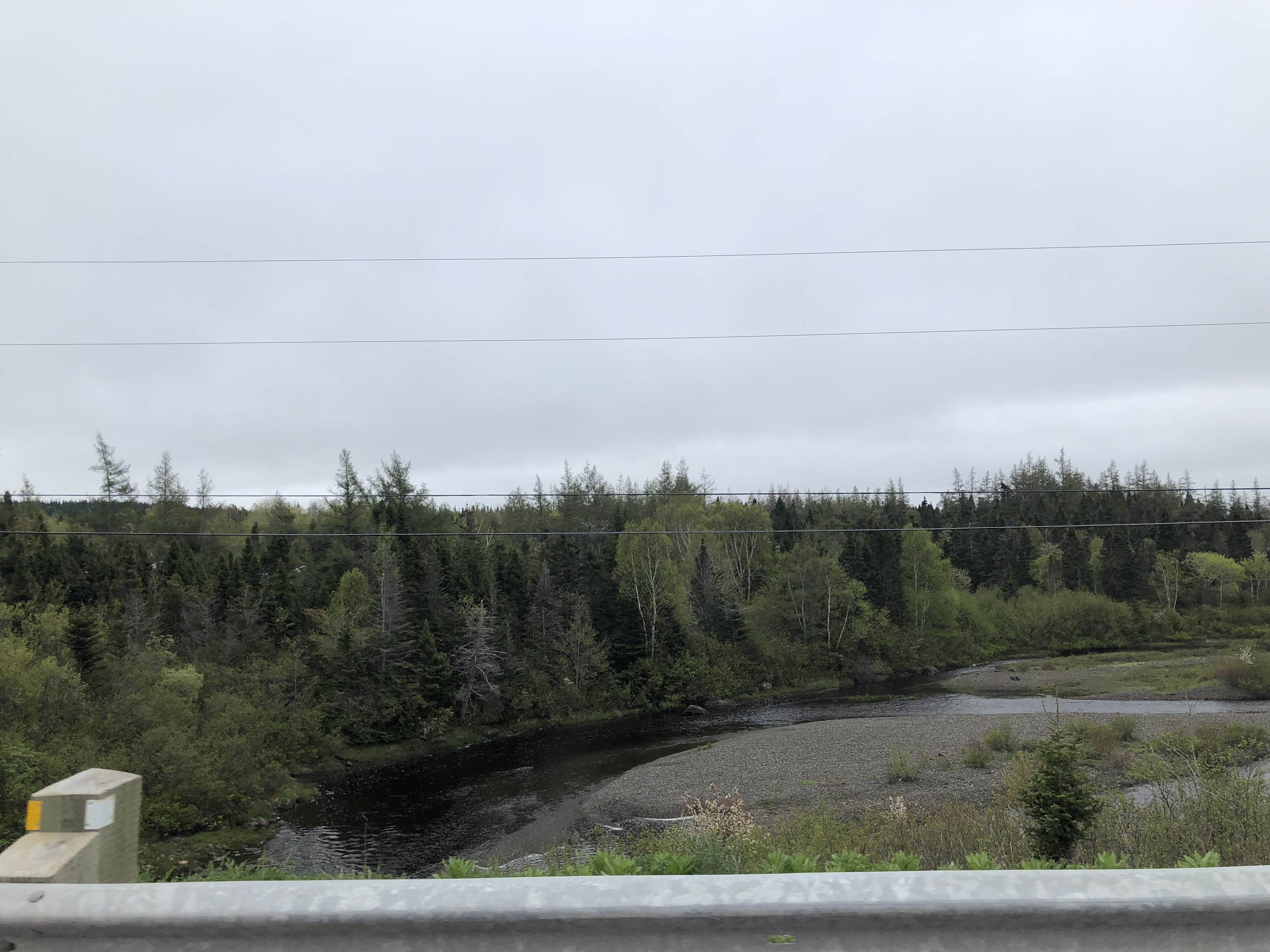
De Southern Bay River te Charleston